# اچ‌دی ۱۸۳۲۶۳
اچ‌دی ۱۸۳۲۶۳ یک ستاره است که در صورت فلکی عقاب قرار دارد.